# 전하 (전한)
전하(田何, ? ~ ?)는 전한 전기의 유학자로, 자는 자장(子莊)이며 제국 사람이다.

## 행적
광우의 밑에서 《역경》을 익혔고, 두현(杜縣)으로 이주하여 두전생(杜田生)이라고 불렸다.
제자로 왕동·주왕손·정관·복광이 있었고, 모두 《역전》(易傳)을 지었다. 역경의 학문은 모두 전하에게서 비롯하였다.

## 출전
- 사마천, 《사기》 권121 유림열전
- 반고, 《한서》 권88 유림전